# Ерік II (король Данії)
Ерік II Пам'ятний (1100 — 18 вересня 1137) — король Данії у 1134–1137 роках.

## Життєпис
Походив з династії Естрідсенів. Син Еріка I, короля Данії, та його конкубіни. Про молоді роки його відомо замало. Ймовірно знаходився разом з братом Кнудом Лавардом на півдні Ютландії. У 1130 році одружився з удовою Сігурда I, короля Норвегії. Тоді ж стає ярлом Мена, Лоланда та Фальстера.
У 1131 році його брата Кнуда, герцога Шлезвігу, було вбито за наказом короля Нільса. Це спричинило повстання магнатів на чолі з Еріком. Спочатку їм вдалося захопити значну частину Ютландії та Зеландії, проте у 1133 році Ерік зазнав поразки й утік до Норвегії. Але того ж року вступив у союз з Ассером, архієпископом Лундським, який на той час посварився з королем. Йому також надав допомогу імператор Лотар II. Завдяки цьому Ерік висадився на узбережжі області Сконе й 4 червня 1134 року завдав цілковитої поразки військам короля Нільса. Після цього коронувався у Лунді, який зробив столицею держави.
Як король Ерік II зосередився на зміцненні своєї влади та усуненні можливих претендентів на трон. За наказом нового короля у 1135 році було вбито його зведеного брата Гаральда з 8 синами. Водночас замирив державну владу із церквою. Все це дало змогу почуватися спокійно всередині країни.
У 1135 році намагався допомогти Гаральду IV повернути собі трон Норвегії, проте невдало. Для підвищення свого авторитету король у 1136 році здійснив похід проти венедів на о. Рюген. під час цього походу було захоплено важливе місто Аркона.
Втім по поверненню король зіткнувся з повстаннями магнатів в Ютландії та Зеландії. Під час цієї колотнечі Еріка II було вбито 18 вересня 1137 року.

## Родина
Дружина — Мальмфрида Київська, донька Мстислава I, великого князя Київського
Діти: не було
Конкубіна — Тунна
Діти:
- Свен (1125—1157)